# Orahili Eho
Orahili Eho is een bestuurslaag in het regentschap Nias Selatan van de provincie Noord-Sumatra, Indonesië. Orahili Eho telt 429 inwoners (volkstelling 2010).